# Oorlog tussen de Drie Sancho's

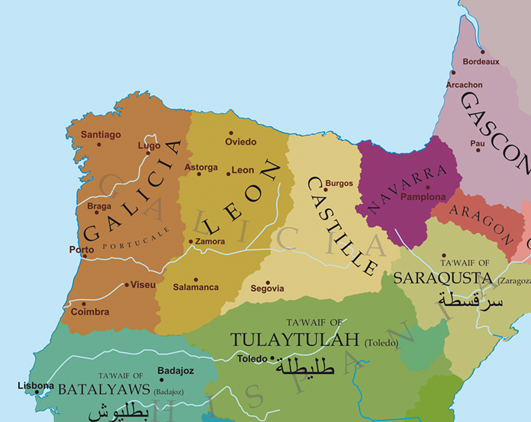

De Oorlog tussen de Drie Sancho's vond plaats tussen 1065 en 1067, het was een oorlog tussen drie neven, die alle drie Sancho heten.

## Context
García III van Navarra, de vader van Sancho IV van Navarra en Ferdinand I van León, Castilië en Galicië, vader van onder anderen Sancho II van Castilië, waren twee broers. Beiden hadden hun grondgebied aanzienlijk uitgebreid. Op 29 december 1062 tekenden Ferdinand I en Sancho IV van Navarra een overeenkomst waarbij de grens tussen beide landen werd bepaald.
Toen Ferdinand I in 1065 stierf, betwistte Sancho II van Castilië het ondertekende verdrag. Sancho IV van Navarra riep de hulp in van zijn neef Sancho I van Aragón. Dankzij de inbreng van zijn generaal El Cid won Sancho II van Castilië de oorlog. De streek La Bureba, La Rioja en Álava werden bij Castilië gevoegd.